# JJ Lehto
Jyrki Juhani Järvilehto (Espoo, 31 januari 1966) is een Finse autocoureur, die vaak kortweg JJ Lehto wordt genoemd.
Järvilehto begint zijn autosportcarrière zoals zovele coureurs in de kartsport om daarna, naar goed Fins gebruik, rally's te gaan rijden. Om financiële redenen stapt hij over naar het racen op circuits, en rijdt hij in Scandinavië het Formule Ford-kampioenschap. Vervolgens wint hij in 1988 het Britse Formule 3-kampioenschap.
Lehto rijdt in 1989 zijn eerste kilometers in een Formule 1-auto voor het Onyx-team. In 1989 en 1990 rijdt hij in totaal vijf Formule 1-races voor dit team. Verder heeft hij enkele testkilometers mogen maken in een F1-wagen van Scuderia Ferrari. Zijn overstap naar het Dallara-team in 1991 kent tijdens de Grand Prix van San Marino een sensationeel hoogtepunt. Tijdens deze race rijdt hij zichzelf naar het podium; hij wordt derde. Ook in 1992 rijdt hij voor Dallara, maar weet geen WK-punten te scoren. Wanneer de Zwitser Peter Sauber in 1993 een nieuw Formule 1-team begint, gaat Lehto samen met Karl Wendlinger in een Sauber rijden. Tijdens de eerste race van de Sauber-Mercedes-Benz wordt Lehto vijfde en scoort daarmee twee WK-punten. Aan het eind van het seizoen '93 staat hij dertiende met vijf WK-punten.
In 1994 wordt Lehto gecontracteerd bij het team van Benetton-Ford, als tweede coureur naast Michael Schumacher. Door een zware crash in een testrit voor de start van het seizoen wordt hem, vanwege een gebroken nekwervel, enige maanden verboden een Formule 1-wagen te besturen. Dat maakt de weg vrij voor het Formule 1-debuut van Jos Verstappen. Tijdens de Grand Prix van San Marino staat Lehto dan toch aan de start in een Benetton. Hij raakt tijdens de start van die race betrokken bij een zwaar ongeluk, maar blijft ongedeerd.  Hij reed nog drie races voor Benetton en scoorde tijdens de grote prijs van Canada een punt. Dit belette echter niet dat hij vervangen werd door Jos Verstappen. Hij keerde later in dat jaar nog terug voor de grote prijzen van Italië en Portugal, maar maakt het seizoen uiteindelijk vol bij Sauber. Lehto eindigde het seizoen als 24e met één punt. Daarna was de Formule 1-carrière van JJ Lehto voorbij.
Lang zal dat voor Lehto geen teleurstelling zijn geweest, want juist in 1995 behaalt hij de grootste zege uit zijn carrière. In juni wint hij samen met Yannick Dalmas en Masanori Sekiya de 24 Uur van Le Mans, rijdend in een McLaren F1 GTR BMW-V12. Hij rijdt verder in de jaren 1995 en 1996 het Duitse Tourwagenkampioenschap met een Opel Calibra en in 1997 GT-races in de McLaren F1 GTR. In 1998 maakt hij de grote oversteek naar de Verenigde Staten om daar, na een mislukt jaar in het Cart-kampioenschap, vanaf 1999 met Sportscars te racen.
In dit Amerikaanse Sportscars-kampioenschap, de American Le Mans Series, rijdt Lehto achtereenvolgens in een BMW M3 GTR, een Cadillac en een Audi R8. Dat doet hij niet zonder succes, meerdere malen weet hij races te winnen. Verder maakt hij regelmatig tijd vrij om in Scandinavië rally's te rijden. Ook is hij sinds 2000 Formule 1-commentator voor de Finse televisie. In 2005 is Lehto terug in Europa. Samen met Tom Kristensen en Marco Werner wint hij opnieuw de 24 Uur van Le Mans, ditmaal in de Audi R8.
Lehto raakte zwaargewond bij een bootongeluk op 17 juni 2010. Een vriend van hem kwam hierbij om het leven. Op 14 december 2011 werd hij hiervoor veroordeeld tot een gevangenisstraf van twee jaar en vier maanden. Volgens de aanklager was Letho dronken en voer hij te snel. Aangezien Lehto altijd had ontkend de boot te hebben bestuurd tekende zijn advocaat beroep aan tegen de straf. Op 30 november 2012 sprak het Hof van Beroep hem vrij van alle aanklachten met betrekking tot het ongeval en vond het bewijsmateriaal over wie de boot had bestuurd, niet overtuigend.